# The Aristocrats (film)
Pour le groupe de rock, voir The Aristocrats.
Pour plus de détails, voir Fiche technique et Distribution.
The Aristocrats est un film américain réalisé par Penn Jillette et Paul Provenza, sorti en 2005.

## Synopsis
Le film s'intéresse à une blague transgressive populaire chez les comédiens anglo-saxons depuis l'époque du vaudeville connue sous le nom de « The Aristocrats ». Dans celle-ci, un agent artistique raconte le « numéro » d'une famille avec force détails obscènes. La chute de la blague est que, par constraste, la famille se présente sous le nom très distingué « d'Aristocrates ».
Dans le documentaire, cent comédiens raconte la même blague à leur manière :
- Chris Albrecht
- Jason Alexander
- Hank Azaria
- Shelley Berman
- Billy the Mime
- Lewis Black
- David Brenner
- Mario Cantone
- Drew Carey
- George Carlin
- Margaret Cho
- Mark Cohen
- Carrot Top
- Billy Connolly
- Tim Conway
- Pat Cooper
- Wayne Cotter
- Andy Dick
- Phyllis Diller
- Susie Essman
- Carrie Fisher
- Joe Franklin
- Todd Glass
- Judy Gold
- Whoopi Goldberg
- Eddie Gorodetsky
- Gilbert Gottfried
- Dana Gould
- Allan Havey
- Eric Idle
- Dom Irrera
- Eddie Izzard
- Richard Jeni
- Jake Johannsen
- The Amazing Johnathan
- Alan Kirschenbaum
- Jay Kogen
- Paul Krassner
- Cathy Ladman
- Lisa Lampanelli
- Richard Lewis
- Wendy Liebman
- Bill Maher
- Howie Mandel
- Merrill Markoe
- Jay Marshall
- Jackie Martling
- Chuck McCann
- Michael McKean
- Larry Miller
- Martin Mull
- Kevin Nealon
- Taylor Negron
- L'équipe de The Onion
- Otto and George
- Rick Overton
- Gary Owens
- The Passing Zone
- Penn et Teller
- Emo Philips
- Kevin Pollak
- Paul Reiser
- Andy Richter
- Don Rickles
- Chris Rock
- Gregg Rogell
- Jeffrey Ross
- Rita Rudner
- Bob Saget
- T. Sean Shannon
- Harry Shearer
- Sarah Silverman
- Bobby Slayton
- Les Smothers Brothers
- Carrie Snow
- Doug Stanhope
- David Steinberg
- Jon Stewart
- Larry Storch
- Rip Taylor
- Dave Thomas
- Johnny Thompson
- Bruce Vilanch
- Fred Willard
- Robin Williams
- Steven Wright

## Fiche technique
Source IMDb
- Titre : The Aristocrats
- Réalisation : Penn Jillette et Paul Provenza
- Musique : Gary Stockdale
- Montage : Emery Emery, David List et Paul Provenza
- Production : Peter Adam Golden
- Société de production : Mighty Cheese Productions
- Société de distribution : THINKFilm (États-Unis)
- Pays :  États-Unis
- Genre : Documentaire, comédie
- Durée : 89 minutes
- Format : Couleur - 35 mm (projection) - 1,85:1 - son mono - stéréo - Digital Video
- Métrage : 2410 mètres
- Dates de sortie : 
  - États-Unis : 2 septembre 2005

## Distinctions
Le film est présenté en sélection officielle en compétition au Festival du film de Sundance 2005 dans la section Documentaire. Il est également nommé pour le New York Film Critics Circle Award du meilleur film de non fiction, le Online Film Critics Society du meilleur documentaire et le Satellite Award du meilleur documentaire DVD.